# Podrumcze
Podrumcze (bułg. Подрумче) – wieś w Bułgarii, w obwodzie Kyrdżali, w gminie Krumowgrad. W 2024 roku liczyła 594 mieszkańców.